# Nagy Béla (orvos)
Nagy Béla (Füle, 1867. február 13. – Budapest, 1919. május 10.) orvosdoktor, ideggyógyász.

## Élete
Kisbirtokos szülők gyermeke. A gimnázium alsó négy osztályát Keszthelyen, a felsőbbeket Szombathelyt végezte; ekkor Budapesten az orvosi karra iratkozott be. Mint harmadéves orvosnövendék pályadíjat nyert: A stupor tünettana és gyógyítása c. munkájával; negyedéves korában Scheuthauer egyetemi tanár mellett mint gyakornok működött és közben eljárt Laufenauer tanár klinikájára. 1892-ben orvosdoktori oklevelet nyert és díjazott gyakornoknak nevezték ki. Rövid idő múlva második, majd első egyetemi tanársegéd lett és gyakran helyettesítette Laufenauer egyetemi tanárt az előadásokon. Ezután hosszabb külföldi tanulmányutat tett, meglátogatta Krafft-Ebing (Bécs), Mendel (Berlin) és Charcot (Párizs) klinikáját. 1897-ben visszatért Budapestre, ahol mint idegorvos megkezdte gyakorlatát.

## Írásai
Cikkei az Orvosi Hetilapban, a Magyar Orvosi Archivumban, a Neurologisches Centralblattban, a Wiener Mediz. Wochenschriftben, a Közkórházi Évkönyvben; az Egészségben, a Centralblatt für Nervenheilkunde und Psychiatrieban, az Országos Hirlapban a Magyarországban (1897. Trilby, Szenzációk, Válóperek, Levelek a Spiritizmusról, Huszmann Mária, 1898. Clairvoyance, 120. sz. A zene hatása, A nyár és a büntettek; 1899. Századvégi idegek); a Pesti Naplóban (1897. Idegesek kiskátéja, Jövendőmondó asszonyok, Fejfájások, Az üres sótartó, A telepátiáról, 1898. L'amore criminale, Báthory Erzsébet, Eleven barometerek, A hipnozisról, Gruby dr. titka, A hazudozók, 1899. Eugenia császárné és a spiritista, A negyvenéves asszony, A tűzvész bolondja, Zsenialitás és elmebaj, 1900. Képzelt betegek, Alvajárók, Álomlátás, A lidérczről, Az írók idegességéről); az Uj Időkben (1897. Körutazások, 1900. Budapesti és párisi jósnők, A talizmánokról, 1901. Alvás és álmatlanság, 1902. A gondolatolvasásról); a Magyar Hirlapban (1897. A csoda gyermek, 1900. A ki tizenhét esztendeig alszik, Idegesség a családban, 1901. Rejtelmes világból, Üdvös betegség, Laufenauer, Grafologia és írógép, A marburgi emberevők, Nyári életmód, A hipnozis halottja, Őszi betegségek, 1902. Különös betegségek); a Pesti Hirlapban (1897. Idegesség a házaséletben); a Magyar Szóban (1901. A meghülésről); a Magyar Szalonban (1898. Az apagyilkos és családja, 1901. Papp Béla, Babonák, Faithcure); a Budapesti Naplóban (1897. Kneipp pater, 1900. A pletykások); az Uj Magyar Szemlében (1900. A moral insanytiről); a Budapesti Hirlapban (1901. Öngyilkos gyermekek, 1902. A fakirok); a Néplapban (1897. Ötös Gyurka, vagy a jó nevelés gyümölcse); a Magyar Iparban (1901. Iparosok egészsége, mérgezések. A lélegző szerv betegségei, A kőfaragók higieniája, A kőmíves-, A palaipar-, 1902. A lakatosok, A betűszedők, A szobafestők és mázolók, Az órások és aranyozók, Az ólomipar higieniája); a Molnárok Lapjában (1901. A malomipar higieniája, Az anyarozs mérgezésről); a Magyar Üveg- és Agyagiparban (1902. Az optikai és porczellánipar higieniája); a Magyar Orvosok Lapjában (1901. Az agyvelő).

## Munkája
- Iparosok egészsége. (Általános iparhigiena). Bpest, 1901. (Iparosok Olvasótára VIII. 1. 2.).

Szerkeszti az Iparegészségügy c. havi folyóiratot 1900. okt. 12-től.